# Rettungen
Die Rettungen sind eine Serie von fünf Texten, in denen Gotthold Ephraim Lessing Autoren verteidigt, die wegen ihrer Schriften den Ruf eines Ketzers hatten. Lessing verbindet auf diese Weise genaue philologische Arbeit mit Gesellschaftskritik, ein Vorbild waren ähnliche Verteidigungsschriften seines Leipziger Lehrers Johann Friedrich Christ.
Die Rettungen des Horaz müssen direkt nach Lessings fundamentaler Kritik an Samuel Gotthold Langes Horaz-Übersetzungen entstanden sein (Ein Vade Mecum für den Herrn Sam. Gotthold Lange, Pastor in Laublingen, 1754): „Sie sind das positive Gegenstück zu der negativen Kritik des Vademecums; und während das Vademecum die Integrität des horazischen Textes gegen die Entstellungen des Übersetzers verteidigt hatte, verteidigen die Rettungen jetzt Horaz als Dichter und Mensch gegen die moralischen und religiösen Einwände seiner Kritiker.“

## Übersicht
- Rettung des Lemnius in acht Briefen (im 2. Band seiner Schrifften, 1753)
- Rettungen des Horaz (im 3. Band seiner Schrifften, 1754)
- Rettung des Hier. Cardanus (ebenda)
- Rettung des inepti religiosi und seines ungenannten Verfassers (ebenda; der Ineptus Religiosus war 1652 anonym erschienen)
- Rettung des Cochläus aber nur in einer Kleinigkeit (ebenda)